# پودویفو
پودویفو (به صربی: Подујево) شهری در منطقه پریشتینا کشور کوزوو است که در سرشماری سال ۲۰۱۱ میلادی، ۳۹٬۰۱۳ نفر جمعیت داشته‌است.